# Adolf Schmidt (Mediziner, 1841)
Adolf Schmidt (* 14. Dezember 1841 in Celle; † 1923) war ein deutscher Psychiater.

## Leben
Der gebürtige Celler Adolf Schmidt widmete sich nach abgelegtem Abitur einem Studium der Medizin an den Universitäten Göttingen, Würzburg sowie Tübingen, das er mit dem Staatsexamen abschloss. Nachdem er Weiterbildungen in Wien sowie Prag absolviert hatte, bekleidete er Arztstellen an der psychiatrischen Anstalt in Osnabrück sowie an der Privatanstalt Emanuel Mendels in Pankow bei Berlin.
1877 wechselte Schmidt als zweiter Arzt an die Irrenanstalt in Sorau in der Niederlausitz, 1881 erfolgte dort seine Bestellung zum Direktor. Adolf Schmidt, wurde 1890 an der Göttinger Universität zum Dr. med. promoviert. 1897 erfolgte dort seine Ernennung zum Sanitätsrat, 1912 zum Geheimen Sanitätsrat. Diese Position hatte er bis zu seiner Verabschiedung in den Ruhestand 1919 inne.

## Schrift
- Ueber die in der Göttinger medizinischen Klinik in der Zeit vom 1. April 1877 bis 1. April 1889 behandelten Fälle von acutem Gelenkrheumatismus, Inaugural-Dissertation, Dieterich, 1890